# Giuseppe Capranica
Giuseppe Capranica (Nápoles, século XVIII – Rio de Janeiro, 15 de agosto de 1818) foi um cantor italiano, o primeiro castrato a se apresentar no Brasil.
Estreou em óperas em 1785, como Telêmaco, em Telemaco nella isola di Calipso, de Francesco Cipolla, em Nápoles. Em 1791, já em Roma, interpretou os papeis principais das óperas La dama bizarra, de Francesco Bianchi, e I raggiri scoperti, de Giacomo Tritto. 
Estabeleceu-se em Portugal em 1791, como soprano da Patriarcal de Lisboa. Mudou-se para o Rio de Janeiro em 1810, contratado pela Capela Real da corte de D. João VI. Em 1813, Marcos Portugal compôs para Capranica a ária Exclamans Jesus, parte das Matinas da Quinta-Feira Santa.